# Mystic Seaport
Pour les articles homonymes, voir Mystic.
Le Mystic Seaport, ou « musée de l'Amérique et de la mer », est considéré comme un musée maritime vivant. Il est remarquable tant pour sa grande collection de voiliers et bateaux à flot, que pour sa reconstitution d'un village maritime du XIXe siècle, ses artisanats traditionnels et sa confection de tissus.
Il est situé sur les berges de l'estuaire de la Mystic River à Mystic dans le Connecticut, aux États-Unis. On y trouve le petit phare de Mystic Seaport datant de 1966.

## Le musée
Il a été créé en 1929 par la Marine Historical Association. Sa renommée vient de son acquisition, en 1941, du dernier baleinier en bois le Charles W. Morgan.
Le musée possède également une vaste bibliothèque, destinée à la recherche, qui fut établi en 1955 par l'historien maritime Robert G. Albion de l'université Harvard. On y dispense un programme de premier cycle en étude maritime en partenariat avec le Williams College de Williamstown.
Le Mystic Seaport reçoit près de 400 000 visiteurs chaque année et beaucoup de plaisanciers viennent s'amarrer auprès des navires lors de leur visite. Une sensibilisation à la voile est proposée aux enfants du secteur ainsi que des promenades touristiques.
Depuis 1979, y est aussi organisé le Mystic Seaport Music Festival de chant de marins dans leur contexte de travail d'origine.

## La préservation navale
La préservation et restauration navale est la partie la plus importante du musée. C'est là que les outils traditionnels et les techniques sont utilisées afin de préserver la collection de navires du musée historique, comme la restauration de la goélette à hunier de 1939, La Amistad.
Le village reconstitué contient presque tous les corps de métier associés à la construction et à l'entretien d'une flotte de voiliers : on y trouve une voilerie, une corderie, des ateliers de tonnellerie, de fabrication de chandelle... une agence maritime, une banque et une poste. Chaque bâtiment montre son activité d'origine par des démonstrations et vend des objets fabriqués (instruments nautiques, sextants, horloges marines...).
On peut aussi y découvrir une collection de figures de proue, et un planétarium qui montre comment les marins se servaient des étoiles pour la navigation.

## La collection de bateaux

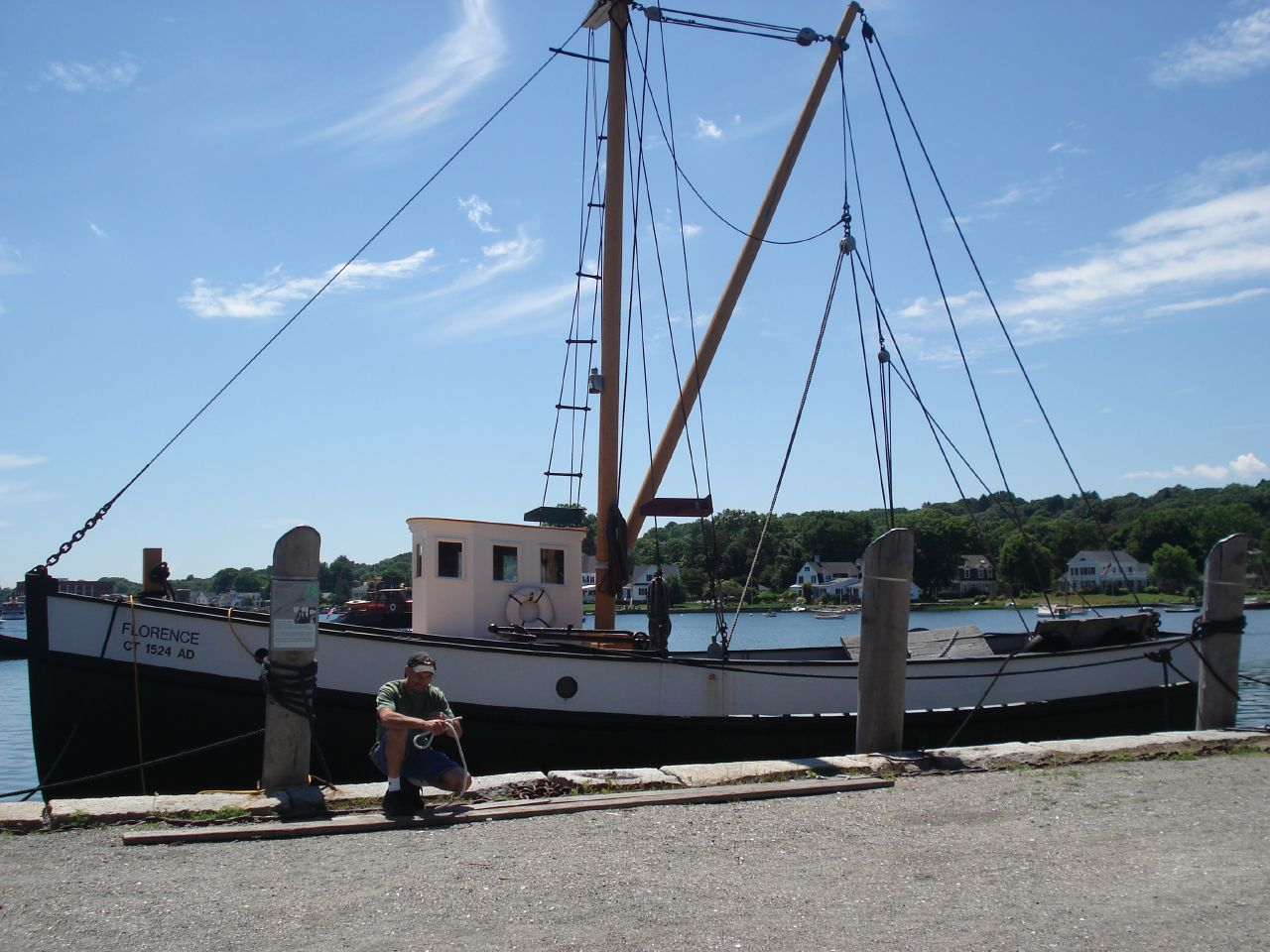
Le Florence, sloop de dragage.

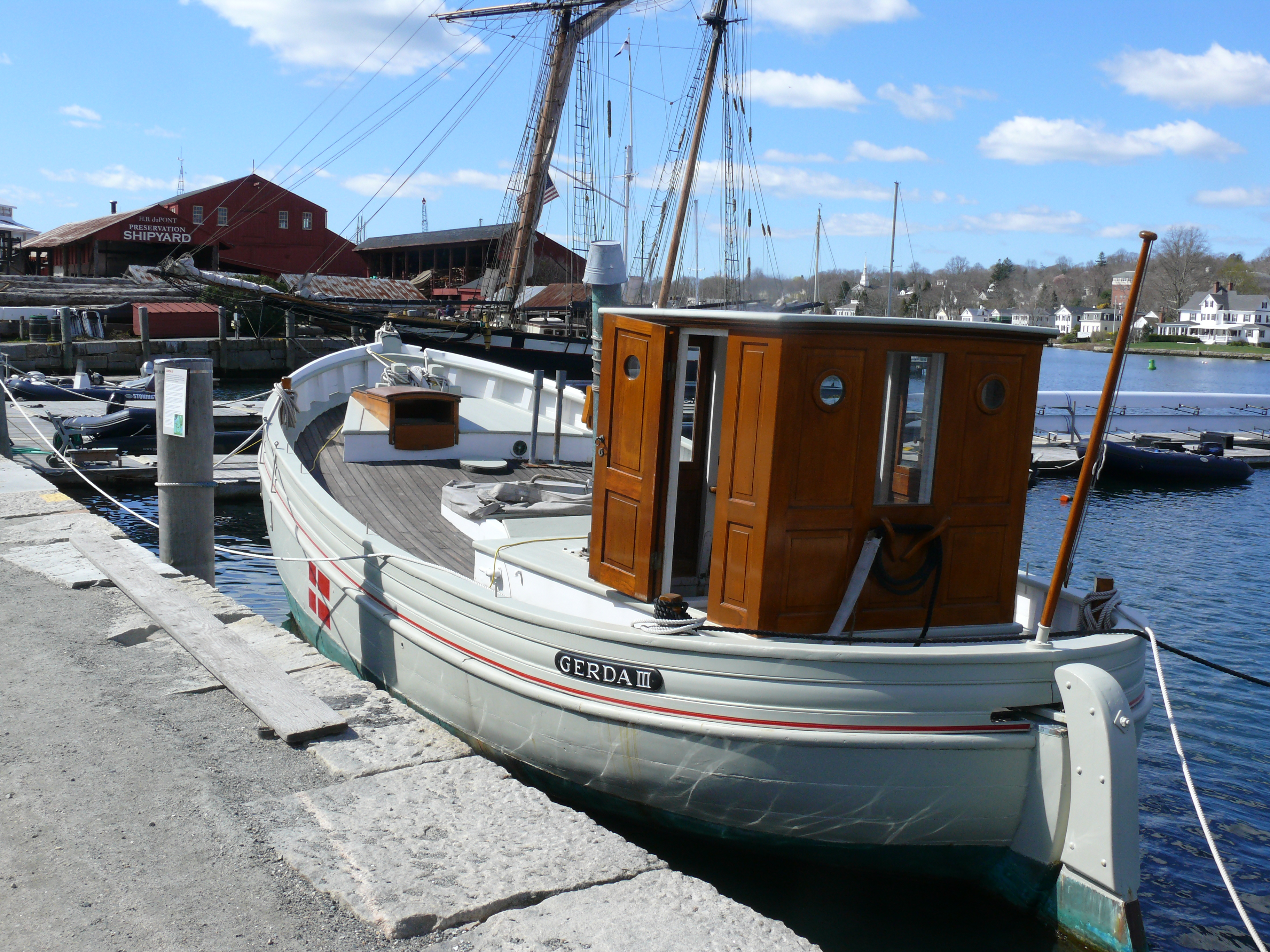
Le Gerda III, bateau de service.

Parmi les quelque 500 bateaux exposés, plusieurs sont les uniques survivants de leur type dans le monde.
La collection comprend :
- Acadie voilier de course transatlantique.
- Annie (1880), (sloop sandbagger).
- Araminta (1954), (ketch auxiliaire).
- Argia (1986), (réplique d'une goélette du XIXe siècle)
- Australia (1862), (schooner).
- Breck Marshall (catboat).
- Estella A. (1904), (Sloop  de Friendship).
- Florence (1926),(drague).
- Gerda III (navire de service aux phares).
- Nellie (1891), (sloop huitrier).
- New Haven Sharpie (1890), Sharpie de New Haven.
- Regina M. (1900), (sloop).
- Resolute (1917).
- Roann (bateau de pêche).
- Star (1950), (bateau de pêche).

Quatre bateaux sont répertoriés comme National Historic Landmark :
- Charles W. Morgan (1841), (baleinier).
- L.A. Dunton (1921) (schooner de pêche).
- Emma C. Berry (1866), (sloop de pêche).
- Sabino (1908) (steamer).

Deux bateaux proposent formations et sorties en mer :
- Brilliant (1932), (schooner auxiliaire) .
- Joseph Conrad (1882), (trois-mâts carré).

Quelques bateaux viennent y faire escale :
- La Amistad
- Roseway
- Quinnipiack